# بحيرة زفورنيك
بحيرة زفورنيك (الصربية) هي بحيرة اصطناعية تقع على حدود البوسنة والهرسك وصربيا. تم إنشاؤه بعد بناء محطة لتوليد الطاقة الكهرومائية في عام 1954 على نهر درينا.
تشتهر البحيرة بسمك السلور الكبير. ويعتقد أن أعماق البحيرة يسكنها سمك السلور العملاق، الذي يصل طوله إلى 3 أمتار (9.8 قدم) مع وزن يزيد عن 100 كيلوجرام (220 رطل). لم يتم ضبط مثل هذه العينات الكبيرة بعد، وفي يوليو 2017 تم توظيف غواصين لاستكشاف جزء من البحيرة. مياه البحيرة ضبابية وفي الأعماق من 5 إلى 6 أمتار (16 إلى 20 قدم) ، الرؤية هي صفر. بلغ الغطاسون 15 م (49 قدمًا) ، لكنهم لم يكتشفوا مثل هذه الأسماك الكبيرة، على الرغم من مرور أيام قليلة قبل الغوص، تم التقاط عينة يبلغ طولها 1.86 م (6 قدم 1 بوصة) والتي تم وزن 37 كغ (82 رطلاً) فم نهر بورانجا. منذ عام 1998 ، عقدت احتفالية السنوية صيد سمك السلور سومو فيجادا. أما أثقل الأسماك التي تم صيدها في البحيرة فقد بلغت 87 كيلوغراما (192 رطل).